# 白鳥の歌

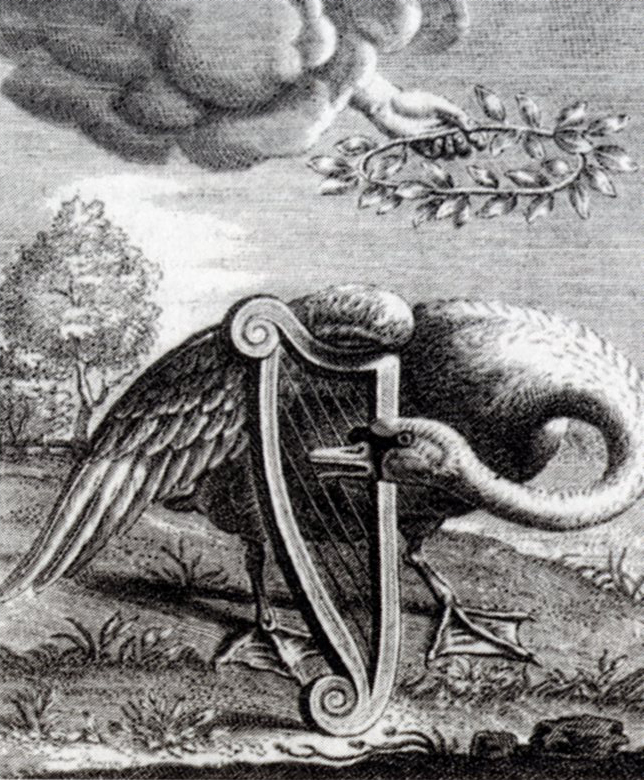
オランダの本（17世紀）の表紙に使われた瀕死の白鳥の絵

白鳥の歌（はくちょうのうた）あるいはスワンソング（英語: swan song）は、人が亡くなる直前に人生で最高の作品を残すこと、またその作品を表す言葉である。個別には、シューベルトの歌曲集が著名である。

## 概要
ヨーロッパの伝承で、白鳥は死ぬ時に美しい声で鳴くと言われている。「白鳥の歌」とはつまり「瀕死の白鳥の歌」であり、人が亡くなる直前に人生で最高の作品を残すことを例えで指している。紀元前5世紀から3世紀にこうした伝承が生まれたと言われていて、ヨーロッパで繰り返し使われてきた表現である。

## 白鳥の歌の起源
ギリシャ神話では、白鳥はアポロに捧げられた聖なる鳥であり、調和と美しさの象徴と見なされ、その限られた能力にもかかわらず、歌う鳥としての地位に挙げられてきた。
イソップの「ガチョウと白鳥」の寓話には、白鳥の歌の伝説が組み込まれている。ガチョウの代わりに誤って捕まえられたが、その歌によって分かったとき、その命は救われた。続いて、アイスキュロスの『アガメムノン』（紀元前458年、1444–5節）に次の引用がある。その劇では、クリュタイムネーストラーは死んだカサンドラを「最後の最後の嘆きを歌った」白鳥に例える。プラトンの『パイドン』（84d）では、ソクラテスが「白鳥は普段歌うが、死ぬ前に一番美しく歌う。」と言ったと記録している。さらに、アリストテレスは『動物誌』（615b）で、白鳥が「音楽的であり、主に死の接近で歌う」と述べた。紀元前3世紀までに、こうした信念はことわざになった。
オウィディウスはこれに「ピークスとカネーンスの物語」（『変身物語』、第XIV巻：320–396）で言及している。「彼女は、白鳥が歌っているように、悲しみと調和して、涙を流しながら、悲しみの言葉を涙で流した、あたかも白鳥が死に瀕して自分の弔いの歌を歌うように。」
白鳥はまた、詩人のウェルギリウスとマルティアリスの作品で歌う鳥として説明されている。

## 議論
文学の分野において古代より使われてきた比喩だが、博物学（生物学）の視点から、これが果たして適切かという議論が行われてきた。まず、ヨーロッパで最も一般的なコブハクチョウは、死ぬ時に歌うとか何か音を立てることはない。これは古代ローマの泰斗大プリニウスが『博物誌』（紀元77年、第10巻第32章）で言及している。
しかし、地中海東部に冬渡ってくるオオハクチョウは長く響くように鳴くことで知られていて、17世紀ドイツの自然学者ペーター・パラスは、これが原因で白鳥の歌の伝承が生まれたのだろうとしている。なお、オオハクチョウの英名は「Whooper swan」であり、これは直訳すれば「叫ぶ白鳥」である。コブハクチョウもオオハクチョウも、古代エジプトやギリシャの芸術には出てくる。
ナキハクチョウと関係が深いナキハクチョウやコハクチョウも、その鳴き声で知られている。アメリカの動物学者ダニエル・ジロード・エリオットは、コハクチョウを銃で撃った時に1オクターブにわたって鳴くような声を発したことを1898年に記録している。

## 中世以降
- チョーサーは「白鳥は死に当たって鳴く」といっている[5]。レオナルド・ダ・ヴィンチも「白鳥は真っ白く、死に当たって鳴き、その歌で命を終る。」と記している[6]。
- シェイクスピアの『ヴェニスの商人』ではポーシャが、『オセロ』ではエミリアが、白鳥の死と歌について話している。
- ギボンズのマドリガル「銀色の白鳥」 (The Silver Swan) では、白鳥の歌について詳しく述べられている。
- テレマンの『オーボエと弦楽器のための協奏曲』は、別名『白鳥の歌』とされている。
- 『オックスフォード英語辞典』では、英語の「Swan song」はドイツ語の「Schwanen(ge)sang」、「Schwanenlied」が語源としている。スコットランドの牧師ジョン・ウィリソン（英語版）は1747年に、旧約聖書の『詩篇』48番はクリスチャンの「白鳥の歌」であると、自身の説教で述べている[7]。
- ニコライ・アビルゴールは『オシアン、白鳥の歌を歌う』（1780年 – 1782年）と題する絵を描いた。
- フランツ・シューベルトの『白鳥の歌』（D 957）は、友人たちや出版社が遺作をまとめてシューベルトの死後に出版した歌曲集である。なお、シューベルトはこれとは別に『白鳥の歌』と題する歌曲を2曲作曲している。
- 詩人コールリッジはこの伝承について、おどけて書いた。

白鳥が死ぬ前に歌う――もしも、人によっては

歌う前に亡くなってくれたらいいね。
- テニスンの詩『瀕死の白鳥』は、この白鳥の歌についての感激を表していて、あたかもそうした状況に接したように詳しく書かれている。

野生の白鳥の死の賛美の歌はあの

廃墟の魂を喜びで満たした

悲しみに隠されて、最初は耳に

響く声は低く、完全で透明であった。...

しかし、そのものすごい歓喜の声は、

奇妙で多様な音楽で

自由で大胆な歌として流れた。

強大な人々が喜ぶ時には

ショーム、シンバル、金のハープで...
- この詩はサン＝サーンスに影響して『動物の謝肉祭』第13曲「白鳥」 (Le Cygne) を生み、さらに1905年にはアンナ・パブロワの有名なバレエ『瀕死の白鳥』を生むことになる。